# DSV (企業)
DSV （DSV A/S）是全球最大的物流公司之一，總部位於丹麥哥本哈根附近的海澤胡瑟訥，提供海陸空物流服務。在台灣名為立天行通運股份有限公司，在中國大陸名為德斯威。該企業也是哥本哈根證券交易所之上市公司（OMX： DSV） ）。

## 歷史
1976 年，Leif Tullberg 和 9 名獨立搬運工建立了 DSV，這是“De Sammensluttede Vognmænd af 13-7 1976 A/S”（1976 年 13-7 月聯合搬運工）的縮寫。 Leif Tullberg 一直擔任 CEO 直到 2005 年退休。
2008 年，當 Jens Bjørn Andersen 接任 CEO 時，Kurt Larsen 成為董事會主席。
在最初的十年中，該公司主要作為業主的運輸部門，處理承包運輸和交付。
為了在國際市場上立足，DSV 於 1989 年收購了兩家相互競爭的出口公司 Borup Autotransport A/S 和 Hammerbro A/S-Bech Trans。後續的收購則是 1997 年的 Samson Transport Co. A/S 和 1999 年的 Svex Group A/S。
2000 年收購的 DFDS Dan Transport Group 為 DSV 提供了在斯堪的納維亞半島、英國、幾個歐洲大陸國家和波羅的海的重要公路運輸活動，以及包括物流設置在內的全球網絡。 2005 年，收購了 J.H. Bachmann，加強了公司在國際空運和海運領域的地位。
2006 年對荷蘭 Frans Maas 集團的收購使 DSV 成為真正的泛歐公路運輸和物流供應商，並且是歐洲三大供應商之一。 隨著 2008 年對 ABX LOGISTICS 的收購，DSV 在南美站穩了腳跟，現在在六大洲都有代表。 隨著 2016 年收購 UTi Worldwide, Inc. 和 2019 年收購 Panalpina Welttransport (Holding) AG，公司成為全球四大運輸和物流公司之一。
2019 年 4 月 1 日，宣布與瑞士 Panalpina 達成價值 46 億瑞士法郎（41 億歐元）的收購協議。 2019 年 8 月 19 日，DSV 宣布完成對 Panalpina 的收購。
2020年7月2日，DSV計劃投資約20 億丹麥克朗在霍森斯附近新建一個物流中心，這是歐洲最大的物流中心。
2021 年 4 月 27 日，DSV 宣布了收購 “Agility Global Integrated Logistics (GIL)” 的計劃。

## 公司名稱
當 2000 年 DSV A/S 收購 DFDS Dan Transport Group A/S 時，新的聯合公司的活動以 DFDS Transport 的名義繼續進行，而母公司仍然是 De Sammensluttede Vognmænd（英文：The Joint Hauliers）af 13-7 1976 A/S。 2003年，正式簡稱為 DSV A/S。
2007 年，公司運輸活動名稱也更名為 DSV，以打造全球品牌，避免混淆。
2019 年 9 月 24 日，在一次特別股東大會上，決定將公司名稱從 DSV A/S 更改為 DSV Panalpina A/S，同時保留 DSV A/S 作為第二個名稱，名稱變更僅適用於母公司，DSV 徽標將保持不變。
2021 年 9 月 8 日，母公司 DSV Panalpina A/S 的名稱已更改回 DSV A/S。